# Mati Unt
Mati Unt (1. ledna 1944, Linnamäe – 22. srpna 2005, Tallinn) byl estonský spisovatel, dramaturg a kritik.

## Život
Mati Unt studoval na univerzitě v Tartu obory estonistika a žurnalistika. Po studiích pracoval jako dramaturg, nejprve v divadle Vanemuine v Tartu, poté se přesunul na Tallinnu.

## Dílo
Mati Unt je autorem především prozaických děl a dramat. Nejdůležitějším žánrem pro jeho tvorbu je novela, ačkoli napsal i několik delších próz, románů. První román Měj se, žlutá kočko (estonsky Hüvasti, kollane kass) mu vyšel již v první polovině 60. let ve školním almanachu, následně v celorepublikovém časopise pro mládež Noorus. Další literární úspěchy na sebe nenechaly dlouho čekat.
Tematicky se jeho tvorba koncentruje na zachycení společenských problémů. Poukazuje na některé specifické aspekty života společnosti v sovětském Estonsku a jeho proměněných podmínek vzhledem k minulosti, dále také upozorňuje na problémy mezilidských vztahů a lidské komunikace. Často se díla věnují vztahu muže a ženy. Značný prostor v dílech Matiho Unta zaujímá vnitřní prožívání aktérů jeho děl v rozličných situacích.
Soubor Untových novel vyšel v češtině pod názvem Než přijde vlkodlak jakožto výbor z jeho novelistiky 70. let. Všechny čtyři novely k sobě pojí motiv milostné zápletky. První z nich, O možnosti života v kosmu, popisuje vztahy a vnitřní cítění tří osob, představujících milostný trojúhelník. Jednotlivé kapitoly jsou vyprávěním z pohledu dívky Ester a jejího nápadníka Enna, třetí postavu popisuje z neutrální pozice sám autor, čímž dochází k odosobnění této postavy vůči čtenáři. Druhá novela Úmoří je neobvyklá svým stylem. Autor se zde snaží dosáhnout přesnosti typické pro vědeckou literaturu pomocí vsunutých závorek s letopočty, vysvětlivkami, originálními citacemi apod. Formálně je dělena do kapitol, jejich přelomy jsou však umístěny doprostřed věty (podobně je tomu i v následující novele), autor také využívá změnu velikosti písma pro zdůraznění významu některých slov. Námětem novely je příběh manželů, do jejichž vztahu se neustále vtírá manželčin starý známý. Třetí novela nese název Matyáš a Kristýna a obsahuje několik odkazů na historické události či postavy. Obdiv mladého zaměstnance fotografické laboratoře ke krásné dívce, připodobňované ke švédské královně téhož jména, vrcholí jejich společným útěkem před absurdními konvencemi a tragickým závěrem. Poslední je novela A když jsme nezemřeli, ještě žijeme, popisující rodinnou symbiózu, kterou naruší dívka, jejíž role a chování je připodobňováno k vlkodlaku. V celém souboru je možné nalézt mnoho odkazů na estonskou i světovou literaturu, do textu jsou několikrát vloženy i písně.
Román Podzimní ples (estonsky Sügisball vydaný v roce 1979) je pohledem do života několika obyvatel jednoho z tallinnských sídlišť. Jednotlivé epizody, více či méně propojené, nejsou jen obyčejným vyprávěním, autor především z počátku píše stylem analyzujícím, připomínajícím vědeckou literaturu spíše než beletrii, který je pro tvorbu Matiho Unta typický. Pro umocnění takového dojmu používá odkazy na doplňující literaturu či odborné termíny a cizí jazyky (ať již jako ekvivalenty k právě užitým termínům nebo v pozici výpovědi některého z aktérů). Běžné věci Unt dokáže popsat či vysvětlit nezvyklým způsobem, často se za slovy skrývá absurdita. Dalším autorovým rysem je uvádění velkého, snad až nadměrného množství příkladů či výčtů k dokreslení předkládané myšlenky. Formálně není v textu oddělována přímá řeč, autor si také pohrává s formálními charakteristikami prózy, jako příklad lze uvést rozhovor psaný ve stylu básně.

## Zajímavost
Jakožto dramaturg uvedl Mati Unt roku 1991 v tallinnském divadle Eesti Dramateater (Estonské dramatické divadlo) mimo jiné hru Václava Havla Largo desolato

## Překlady
- Černý motocyklista – Narozeniny – Zmizení Ally Pugačovové. In Ďáblova milenka. Lidové nakladatelství, Praha 1989, s. 115–125. Přel. Vladimír Macura.
- Generální zkouška: Hra o třech dějstvích (Peaproov). Dilia, Praha 1980. Přel. Vlasta Smoláková.
- Ne živoucí výčitka – Mrtvá výčitka. Tvar 6, 1995, 14, s. 15. Přel. Vladimír Macura.
- Než přijde vlkodlak (Elu võimalikkusest kosmoses – Tühirand – Mattias ja Kristiina – Ja kui me veel surnud ei ole, siis elame praegugi). Svoboda, Praha 1981. Přel. Vladimír Macura.
- O možnosti života v kosmu (Elu võimalikkusest kosmoses). Světová literatura 22, 1977, 6, s. 74–111. Přel. Vladimír Macura.
- Podzimní ples: Scény z městského života (Sügisball). Lidové nakladatelství, Praha 1988. Přel. Vladimír Macura.
- Štěstí na srdci. Zemědělské noviny 34, 1978, 206, příloha Náš domov, s. 4. Přel. Vladimír Macura.
- Zmizení Helgy Sallové. Tvorba 1976, 45, příl. Literatura – umění – kritika 11, s. 3. Přel. Vladimír Macura.

## Recenze
- KOSTŘICA, Vladimír. Kniha brilantních próz (Ďáblova milenka). Lidová demokracie 46, 1990, 63, s. 5.
- MACURA, Vladimír. Panelový román (Podzimní ples). Světová literatura 26, 1981, 4, s. 239–240.
- NOVOTNÝ, Vladimír. Estonci včera a dnes (Podzimní ples). Svobodné slovo 45, 1989, 217, s. 5.
- PECHAL, Zdeněk. Untova vize světa (Podzimní ples). Rudé právo 69, 1989, 11, s. 5.
- PECHAL, Zdeněk. Ve znamení Matiho Unta (Než přijde vlkodlak). Rudé právo 61-62, 1981, 184, s. 5.
- ŘEŽÁBEK, Rudolf. Konečná diagnóza? (Podzimní ples). Svět socialismu 20, 1988, 43, s. 14.
- TYLEČEK, Karel. Mati Unt „podzimní ples“. Mladá fronta 45, 1989, 24, příl., s. 4.
- ZÍTKOVÁ, Irena. O různých možnostech života (Než přijde vlkodlak). Československý voják 30, 1981, 19, s. 54.